# Trachicephalus uranoscopus
Trachicephalus uranoscopus är en fiskart som först beskrevs av Bloch och Schneider, 1801.  Trachicephalus uranoscopus ingår i släktet Trachicephalus och familjen Synanceiidae. Inga underarter finns listade i Catalogue of Life.